# Munchhouse
Munchhouse es una localidad y comuna francesa, situada en el departamento de Alto Rin, en la región de Alsacia.

## Toponimia
El nombre de esta población evolucionó a través de los tiempos. En la forma latinizada del germano se puede ver en textos medievales por ejemplo la palabra Menihusa. El nombre es palabra compuesta de dos términos alemanes a saber: der Münch (el Monje) y das Haus (la casa, la estancia).

En medio alto alemán el plural fue Husen (casas) y en el alemán contemporáneo el plural es Hausen (casas). Se encuentra en diversos topónimos alsacianos, por ejemplo en los que han sido afrancesados como "house " o "hause".

Entonces este poblado tiene un nombre que significa "casa de los monjes".

El nombre de esta localidad es casi homónima a la del Bajo Rin : Munchhausen.

## Demografía
| 802 | 818 | 903 | 937 | 1216 | 1429 |
| Para los censos de 1962 a 1999 la población legal corresponde a la población sin duplicidades (Fuente: INSEE [Consultar]) |     |     |     |      |      |